# Rubi Dalma
Pour les articles homonymes, voir Dalma.
 (juin 2025).
Rubi Dalma ou Rubi D’Alma, nom de scène de Giusta Manca di Villahermosa, née le 24 avril 1906 à Milan dans la région de la Lombardie et morte le 7 août 1994 à Castel Gandolfo dans la région du Latium, est une actrice italienne.

## Biographie
Giusta Manca di Villahermosa naît en 1906 à Milan. Elle débute au cinéma en 1936 dans le film musical Regina della Scala de Guido Salvini et Camillo Mastrocinque ou elle joue son propre rôle, celui d’une fille issu d’une famille de la noblesse de la ville.
Elle se fait connaître du grand public avec sa seconde apparition au cinéma dans la comédie Monsieur Max (Il signor Max) de Mario Camerini dans laquelle elle joue le rôle d’un aristocrate italienne courtisée en vain par un modeste vendeur de journaux incarné par Vittorio De Sica. Ses origines font d’elle l’incarnation parfaite d’une certaine forme de noblesse à l’écran, ce qui la conduit à endosser régulièrement des rôles historiques en lien avec l’aristocratie italienne, comme dans Battements de cœur (Batticuore) de Mario Camerini, Tempesta sul golfo de Gennaro Righelli, Enrico IV de Giorgio Pàstina ou encore L'Enfer des amants (Il cavaliere del sogno) de Camillo Mastrocinque. En 1942, dans le film Un coup de pistolet (Un colpo di pistola) de Renato Castellani, elle est la tante de Mascia (Assia Noris), une jeune femme courtisée par Fosco Giachetti et Antonio Centa.
Au cours de sa carrière, elle prend également part au film historique Antonio Meucci d'Enrico Guazzoni consacré à l’inventeur italien éponyme et incarne l’épouse du général Henri Gatien Bertrand dans Sant'Elena, piccola isola d’Umberto Scarpelli et Renato Simoni, un film consacré à l’exil de Napoléon Ier à Sainte-Hélène.
Elle se retire du monde du cinéma au début des années 1950. Elle décède à Castel Gandolfo en 1994 à l’âge de 88 ans.

## Filmographie

### Au cinéma
- 1936 : Regina della Scala de Guido Salvini et Camillo Mastrocinque
- 1937 : Monsieur Max (Il signor Max) de Mario Camerini
- 1938 : L'allegro cantante de Gennaro Righelli
- 1938 : L'argine de Corrado D'Errico
- 1939 : Battements de cœur (Batticuore) de Mario Camerini
- 1939 : Fanfulla da Lodi de Carlo Duse et Giulio Antamoro
- 1939 : Uragano ai tropici de Giuseppe Talamo
- 1940 : Rose scarlatte de Vittorio De Sica et Giuseppe Amato
- 1940 : Antonio Meucci d'Enrico Guazzoni
- 1940 : Cantate con me! de Guido Brignone
- 1941 : Divieto di sosta de Marcello Albani
- 1941 : Solitudine de Livio Pavanelli
- 1941 : I mariti (Tempesta d'anime) de Camillo Mastrocinque
- 1942 : Un coup de pistolet (Un colpo di pistola) de Renato Castellani
- 1942 : Solitudine de Leo Pavanelli
- 1942 : Odessa in fiamme de Carmine Gallone
- 1942 : Calafuria de Flavio Calzavara
- 1942 : La maschera e il volto de Camillo Mastrocinque
- 1943 : C'e sempre un ma! de Luigi Zampa
- 1943 : Sant'Elena, piccola isola d’Umberto Scarpelli et Renato Simoni
- 1943 : Tempesta sul golfo de Gennaro Righelli
- 1943 : Enrico IV de Giorgio Pàstina
- 1946 : Pian delle stelle de Giorgio Ferroni
- 1947 : L'Enfer des amants (Il cavaliere del sogno) de Camillo Mastrocinque
- 1947 : Daniele Cortis de Mario Soldati
- 1949 : Le Baiser d'une morte (Il bacio di una morta) de Guido Brignone
- 1949 : La Fille des marais (Cielo sulla palude) d'Augusto Genina
- 1950 : Chronique d'un amour (Cronaca di un amore) de Michelangelo Antonioni
- 1953 : La Fièvre de vivre (Febbre di vivere) de Claudio Gora